# Sant Pere (la Vansa i Fórnols)
Sant Pere, o Sant Pere de la Vansa, és un nucli del municipi de la Vansa i Fórnols, a l'Alt Urgell, a la vall de la Vansa. Sant Pere es troba a prop del cap del municipi, Sorribes de la Vansa, i de Montargull. Exactament es troba seguint el curs del riu Fred, que desemboca al riu de la Vansa a Montargull. El 1991 tenia 13 habitants, actualment té la meitat de la població amb 6 habitants.